# لیندنفلز
شهر لیندنفلز (به آلمانی: Lindenfels) در ایالت هسن در کشور آلمان واقع شده‌است.